# Léonie d'Autezac
 (janvier 2024).
Si vous disposez d'ouvrages ou d'articles de référence ou si vous connaissez des sites web de qualité traitant du thème abordé ici, merci de compléter l'article en donnant les références utiles à sa vérifiabilité et en les liant à la section « Notes et références ».
Léonie-Albertine d'Autezac, dite Léo d'Autezac, née à Poitiers le 20 septembre 1871 et morte à Paris (17e arrondissement) le 12 novembre 1949, était une pianiste et compositrice française.

## Biographie
Elle était l'épouse du sculpteur Henry Arnold[réf. nécessaire].

## Œuvres
- Le ruisseau. Piano
- Ma petite musette. Piano. Op. 5 (partition en ligne)
- Voici pour nos chéris  	Une série de morceaux faciles et bien doigtés 
  - En vacances.
  - En conquête.
  - Recommandations à la poupée.
- 2 préludes. pour piano
- 4 pièces pour violon
- Ferveur, poésie de Ida Faubert
- Les Lins en fleur ! Poésie de André Theuriet
- Belle épousée pour chant avec accompagnement de piano ou harpe sur un poème de Jacques Jasmin, 1811
- La 3e Chanson triste, poésie de Henry Arnold, 1905
- Chanson des steppes. poésie de Henry Arnold, 1939
- Le Chevrier ! Paysage, poésie de Henry Arnold
- Les Litanies de la rose. Paroles de Jules Besson, 1909
- Mignardises, poésie de Georges Delaquys, 1909  gallica
- La berceuse du roseau, 1909
- Au fond du bois.... Poésie de René Brancour, 1920
- Entre les mains du soir. Poésie de René Brancour, 1920
- Contemplation. Poésie de René Brancour. Extraite des "Reflets d'Orient". Chant et piano

## Accueil critique
Les compositions de Mme Léo d'Autezac sont caractérisées par leur valeur mélodique, le charme de leurs thèmes toujours attrayants et si musicalement harmonisés.